# ماريو سانشيز رويز
ماريو سانشيز رويز (بالإسبانية: Mario Sánchez Ruiz)‏ هو سياسي مكسيكي، ولد في 17 نوفمبر 1961 في المكسيك. حزبياً، نشط في حزب العمل الوطني. انتخب عضو مجلس النواب المكسيك.